# Neue Kanalbrücke Minden
Die Neue Kanalbrücke Minden ist eine Trogbrücke  über die Weser am Wasserstraßenkreuz Minden der ostwestfälischen Stadt Minden in Nordrhein-Westfalen. Sie führt den Mittellandkanal über die Weser und wurde in Ergänzung zur bisherigen Kanalbrücke in den Jahren 1993 bis 1998 gebaut. Sie ermöglicht die Querung des Wesertals auch für Großmotorgüterschiffe.

## Lage
Die Neue Kanalbrücke wurde nördlich parallel zu der bestehenden Alten Kanalbrücke Minden gebaut. Beide Brücken über die Weser gehören zum Wasserstraßenkreuz Minden. Um die Zufahrt zur neuen Brücke zu gewährleisten, sind die Kanalzufahrten zu den Brücken erweitert worden. Am westlichen Ufer musste dazu die alte Vogelschutzinsel vor der Einfahrt zur Schachtschleuse im Mittellandkanal weggebaggert werden.

## Geschichte
Da die Abmessungen der alten Kanalbrücke für einen Verkehr von Großmotorgüterschiffen nicht ausreichen, wurde als Teil des Mittellandkanalausbaus ab Oktober 1993 im Zuge einer sogenannten Zweiten Fahrt über die Weser eine neue Kanalbrücke gebaut. Die Abmessungen der neuen Brücke wurden durch die erforderlichen Querabschnittsabmessungen des Brückentroges von 42 m Wasserspiegelbreite und 4 m Wassertiefe und der Einhaltung eines Lichtraumprofils für die Weserschifffahrt (30 m Breite, 4,50 m Durchfahrtshöhe) bestimmt. Damit können Schiffe mit einem Meter mehr Tiefgang die Brücke passieren und sich auch begegnen.
Eröffnet wurde die Brücke am 25. August 1998 durch den damaligen Bundesverkehrsminister Matthias Wissmann.

## Technik

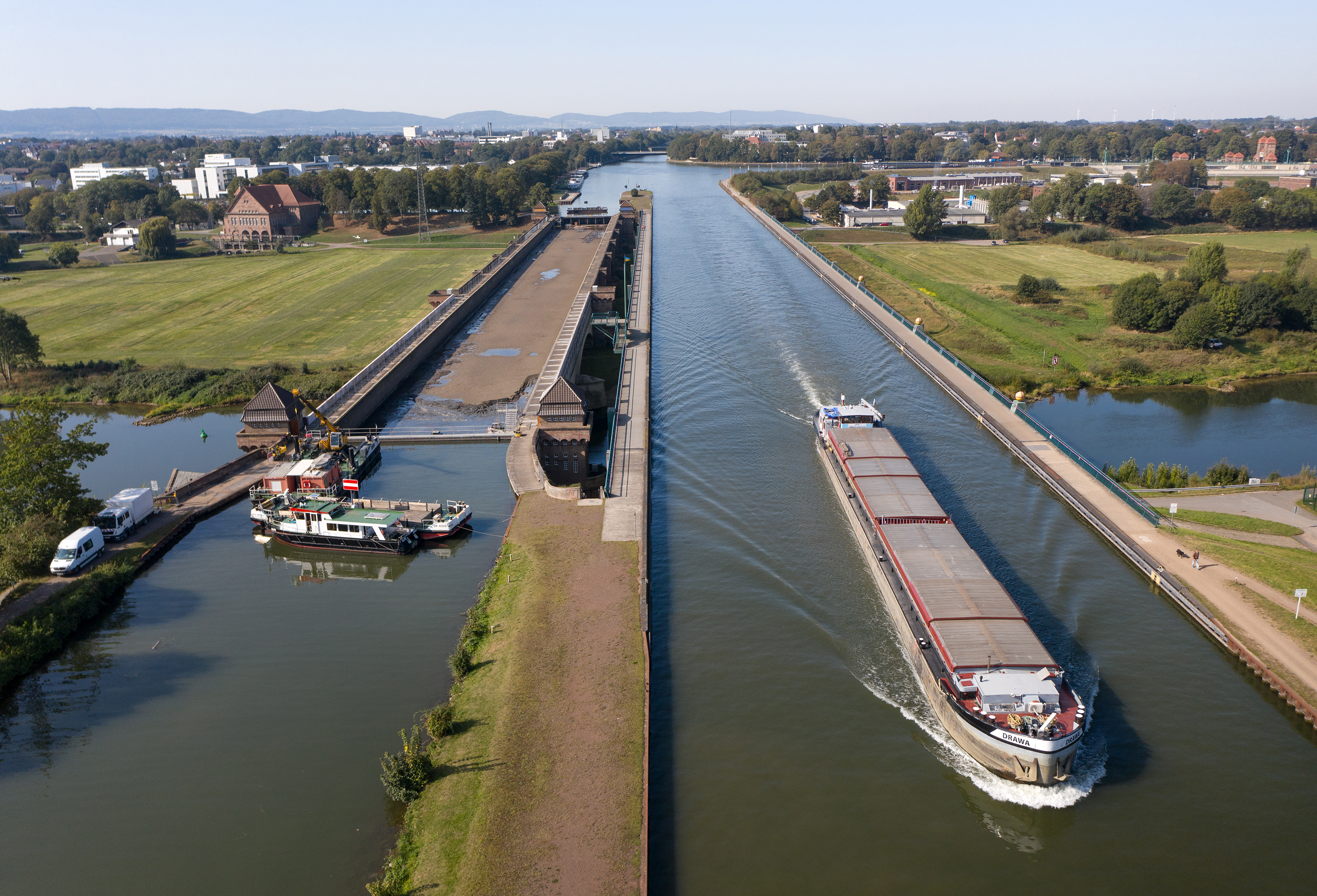
Die Neue Kanalbrücke neben der hier trockengelegten Alten Kanalbrücke

Die neue Kanalbrücke wurde nördlich der alten Brücke mit einem Achsabstand von 50 m errichtet. Die Pfeiler der neuen Kanalbrücke stehen in der Flucht der Pfeiler der alten Brücke, um einen ungehinderten Hochwasserabfluss der Weser zu gewährleisten.
Für den Überbau wurde ein rechteckiger, stählerner Kanaltrog von 4 Meter Wassertiefe und einer Wasserspiegelbreite von 42 Meter und einer Länge von 341 m verwendet. Er überbrückt die sechs Flutöffnungen mit Stützweiten von je 36,50 m und die zwei Stromöffnungen mit Stützweiten von je 54,44 m. Die Gesamtlänge des Bauwerks beträgt 398 m.
Die Stahlkonstruktion mit der Masse von 7800 t wurde im Herstellerwerk in 234 Teilen vorgefertigt. Die insgesamt 18 Schüsse wurden in je 13 Teilen überwiegend per Binnenschiff zur Baustelle angeliefert, auf einer Montageplattform ausgerichtet, verschweißt und im Taktschiebeverfahren von Westen nach Osten eingebaut. Die Baukosten betrugen rund 85 Millionen Deutsche Mark. Der Trog wiegt einschließlich Wasserlast fast 60.000 Tonnen.
Die Brückenlager am westlichen und östlichen Ufer sind Betonbauten, die ein inneres Treppenhaus zu Revisionszwecken enthalten.
Um die Brücke vor Schäden durch Schiffe zu schützen, erhielt sie eine Fenderung. Sie verfügt weiterhin über eine Luftsprudelanlage, um Eisbildung zu vermeiden. Zur Wartung der Brücke können Notverschlüsse eingesetzt werden; sie sind 2,50 Meter breit und 4,70 Meter hoch. Der dann von dem restlichen Kanal abgetrennte Trog kann über ein Ablassrohr mit einem Durchmesser von einem Meter entleert werden; das Wasser entweicht auf der Ostseite direkt in die Weser.

## Galerie

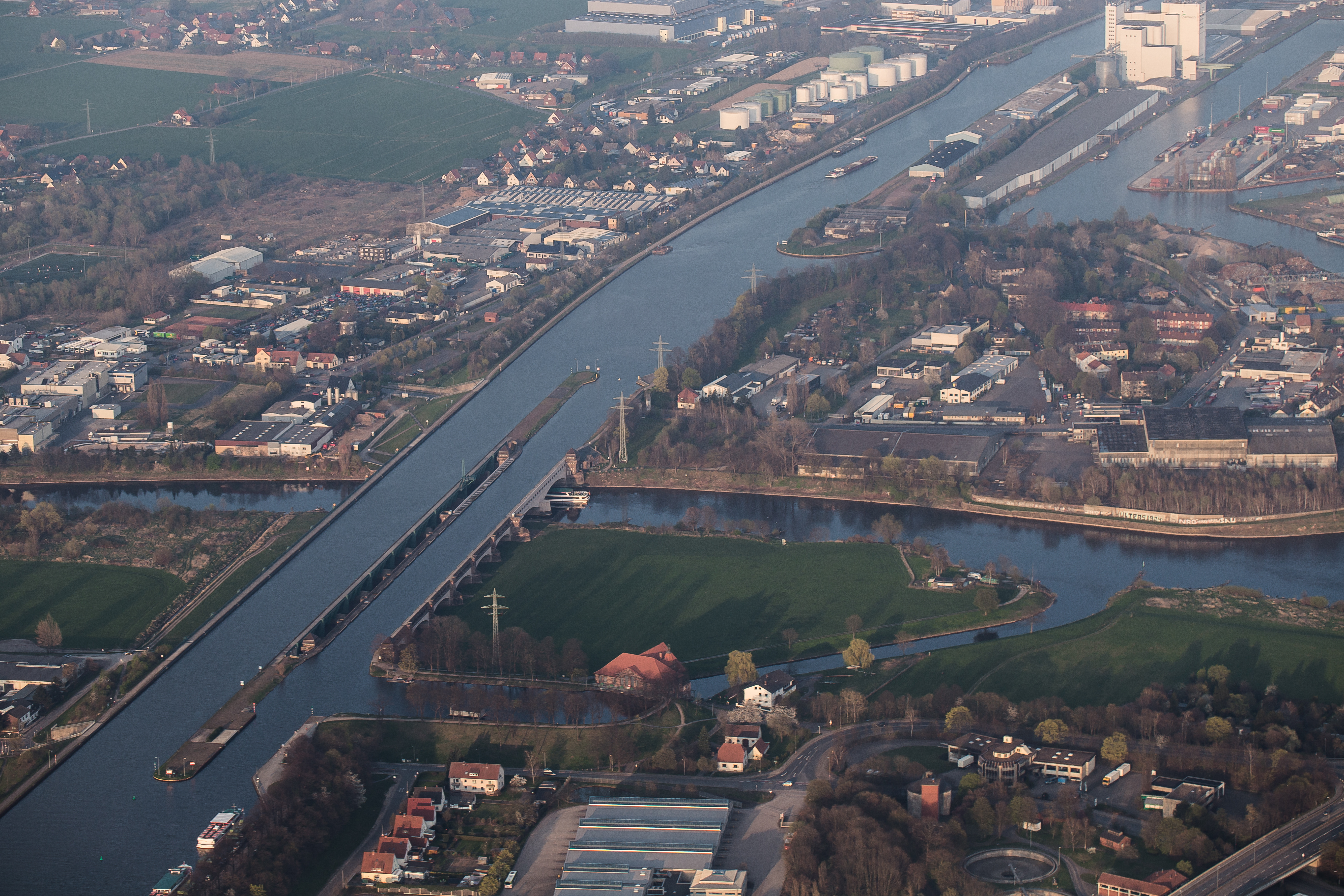
Luftbild, Blick von Westen (2014)
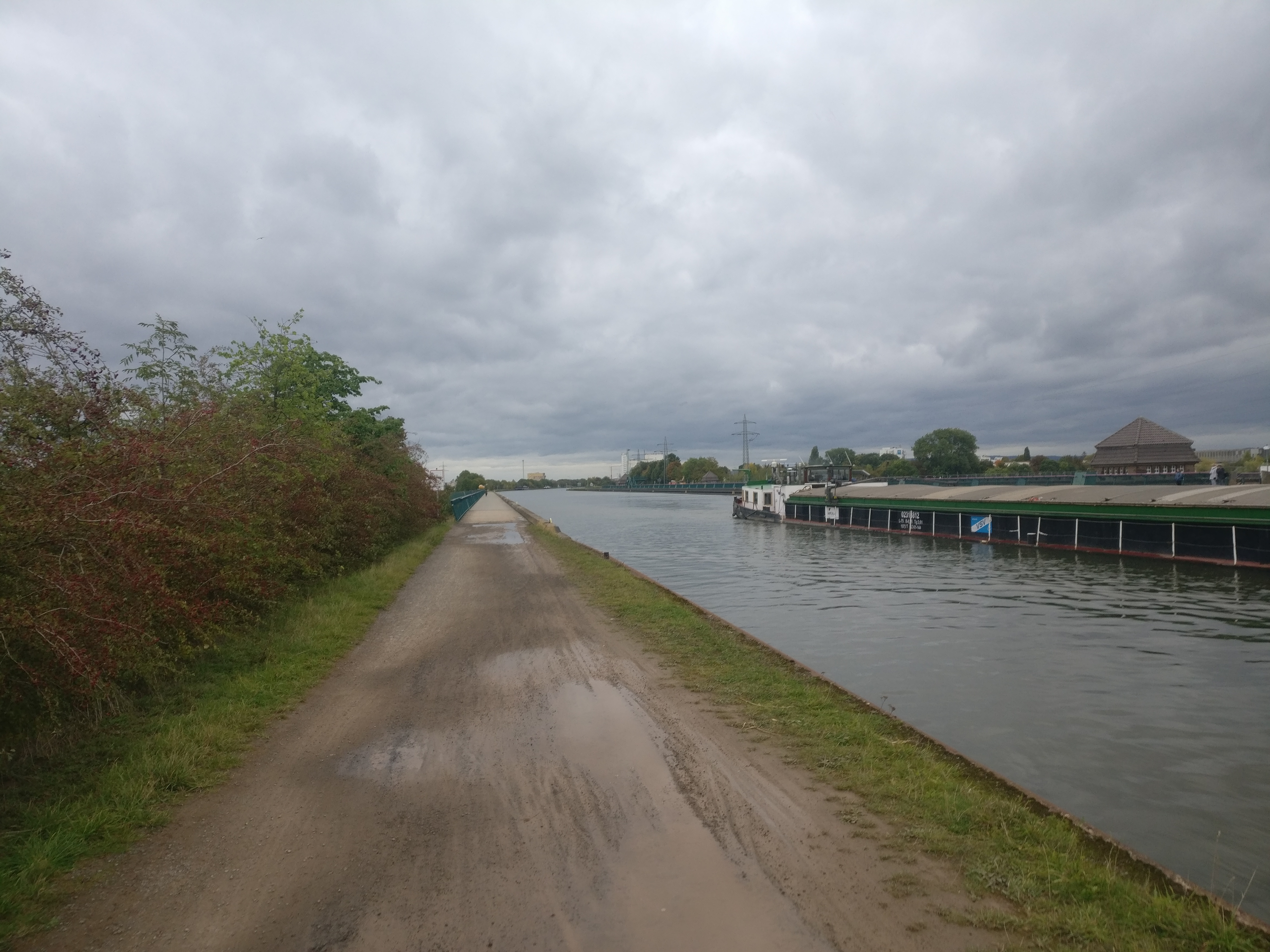
Ein Schiff fährt über die Brücke, aufgenommen von Westen.
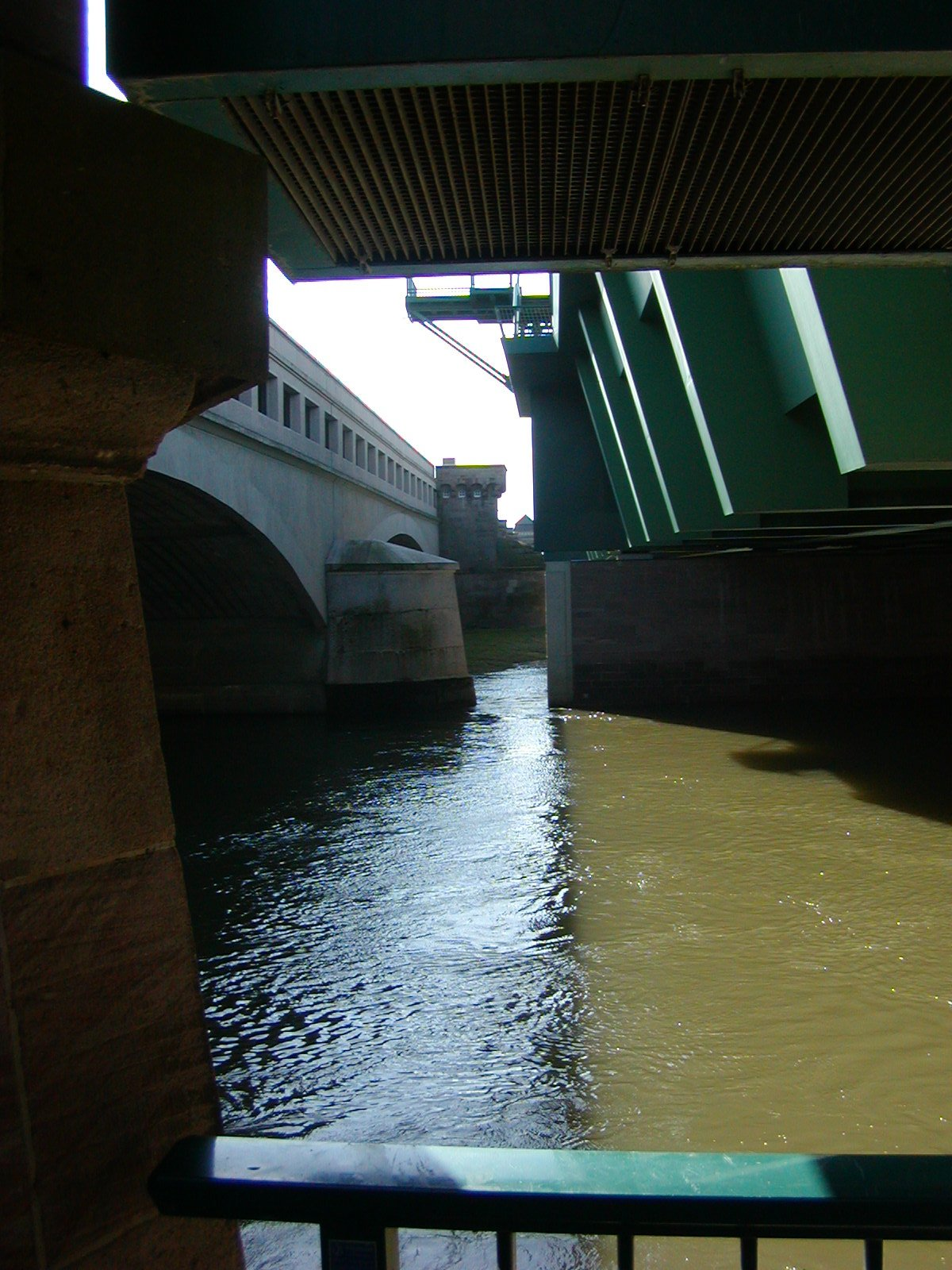
Die Weser führt unter den beiden Brücken durch, links die Alte Kanalbrücke Minden, aufgenommen bei normalem Wasserstand.
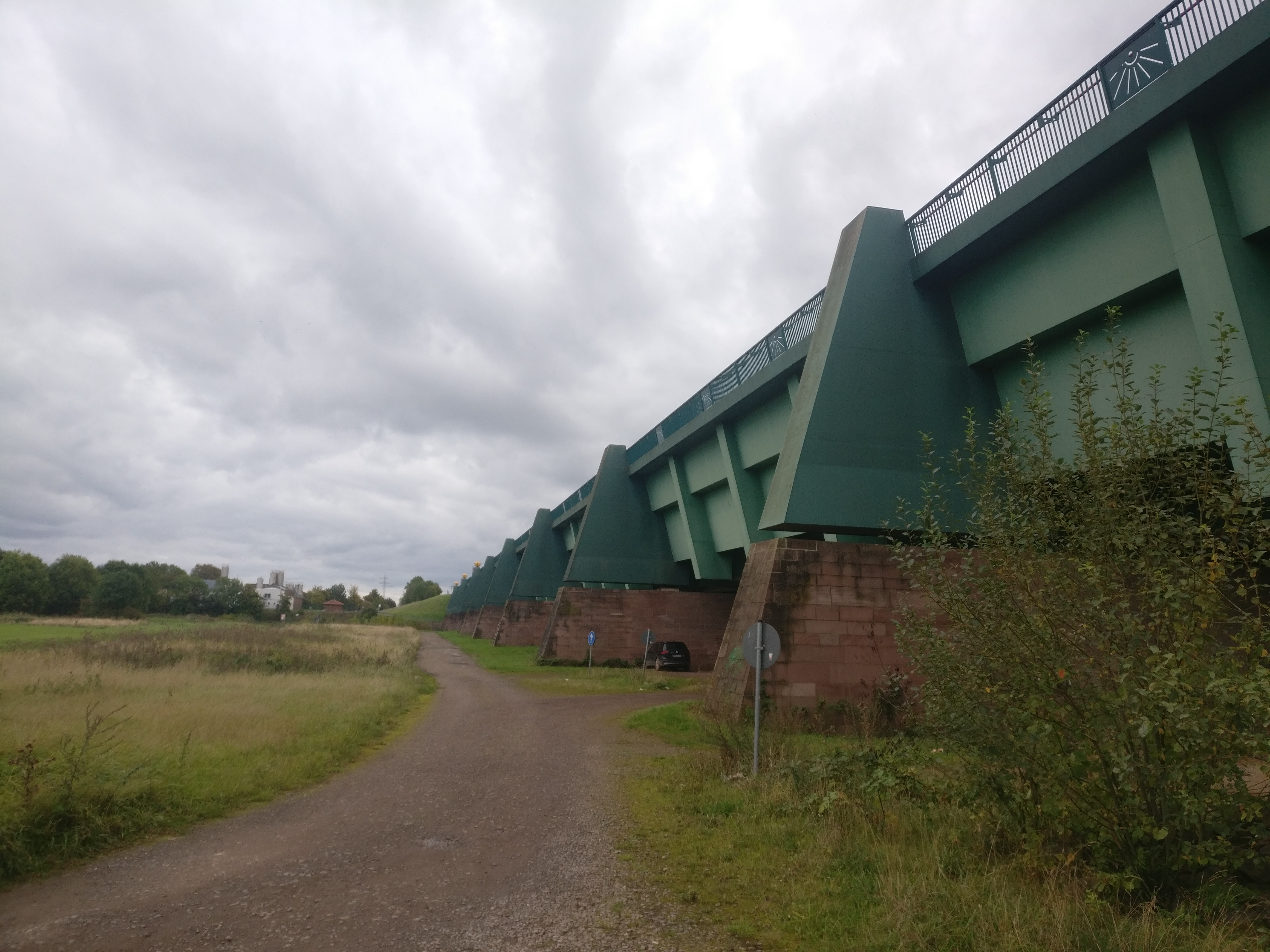
Die neue Kanalbrücke von Westen aus gesehen.
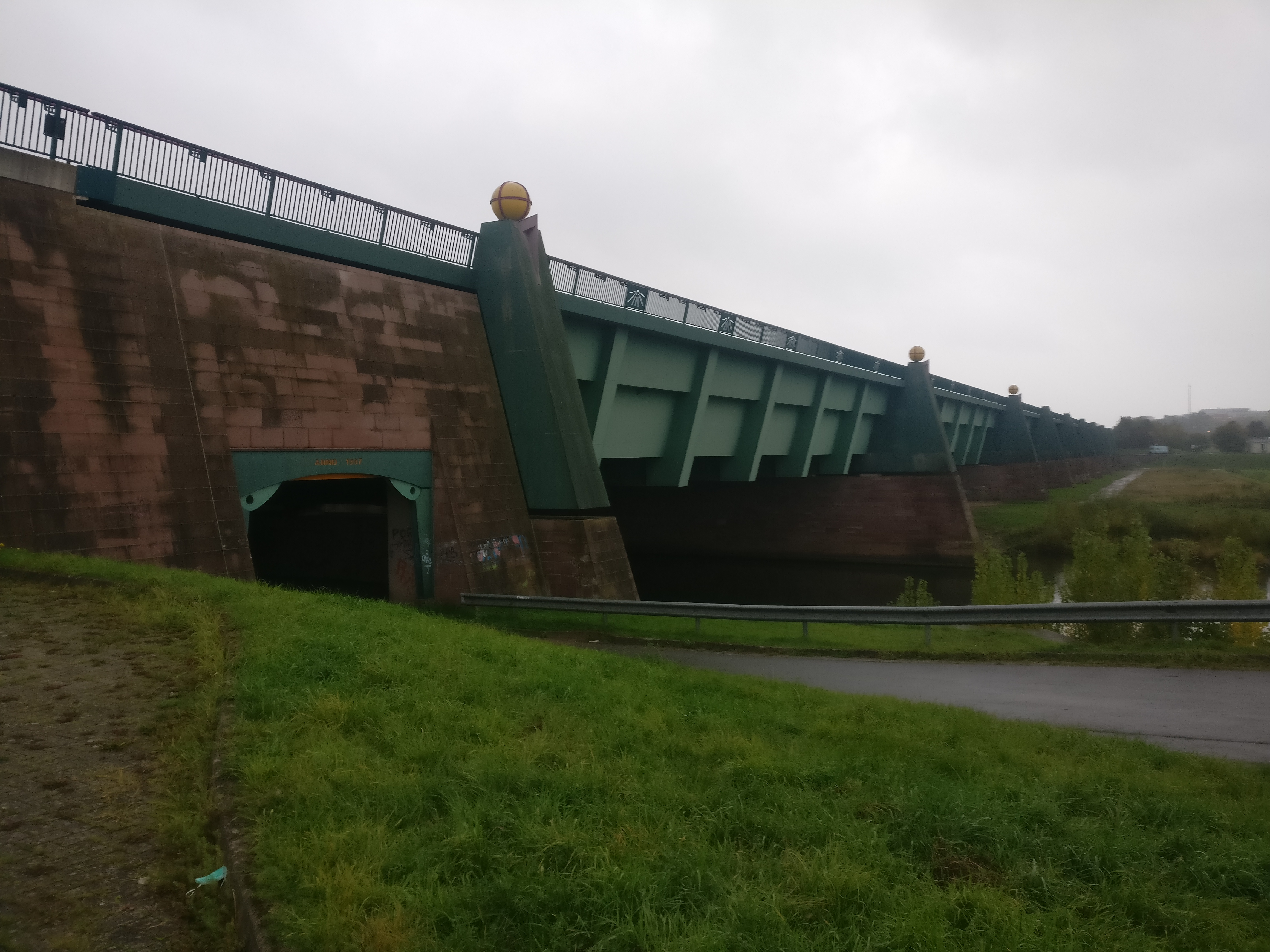
Die neue Kanalbrücke von Osten aus gesehen.
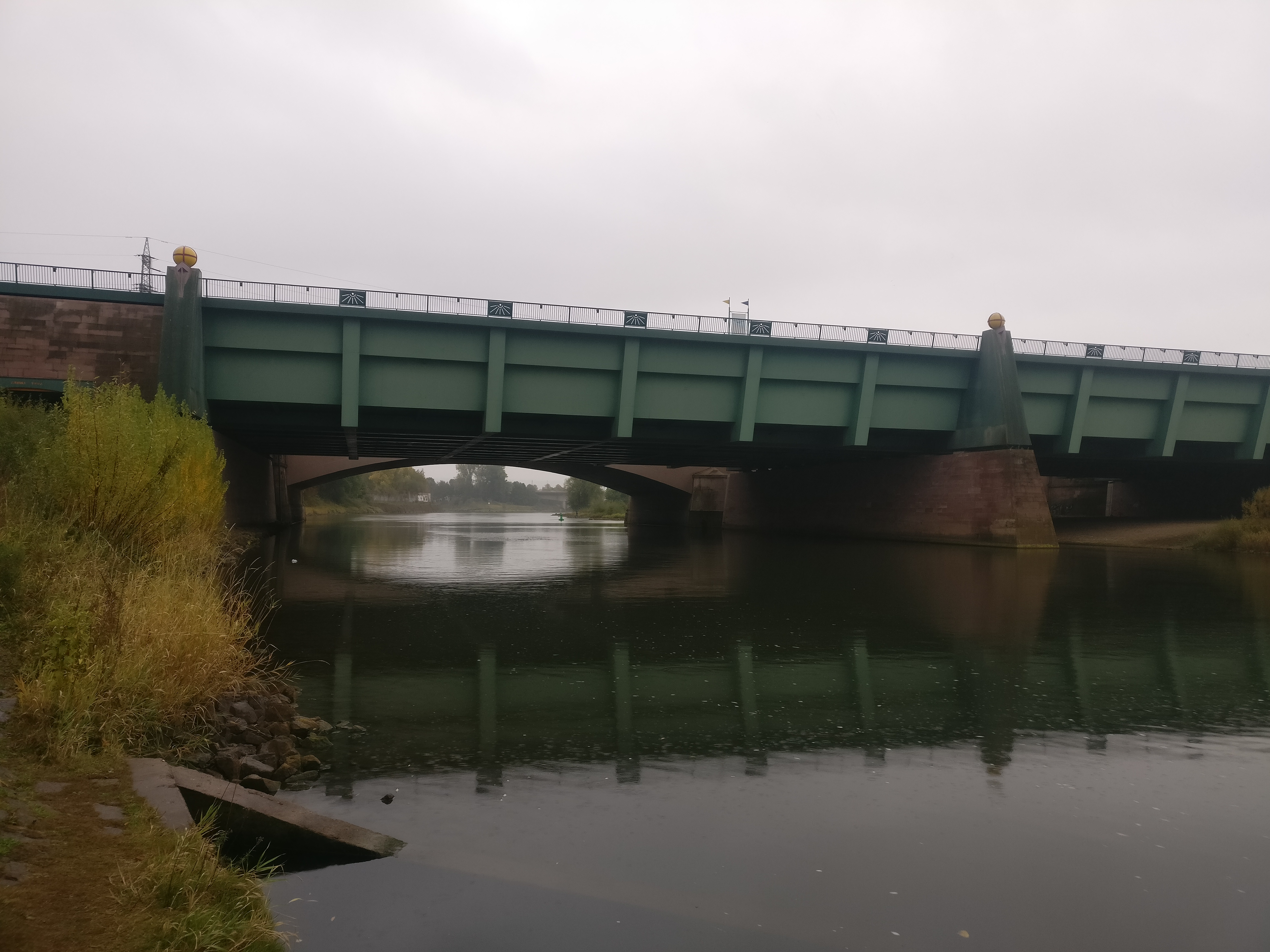
Die Schiffsdurchfahrt der Weser, im Hintergrund die alte Brücke. Aufgenommen von Norden.
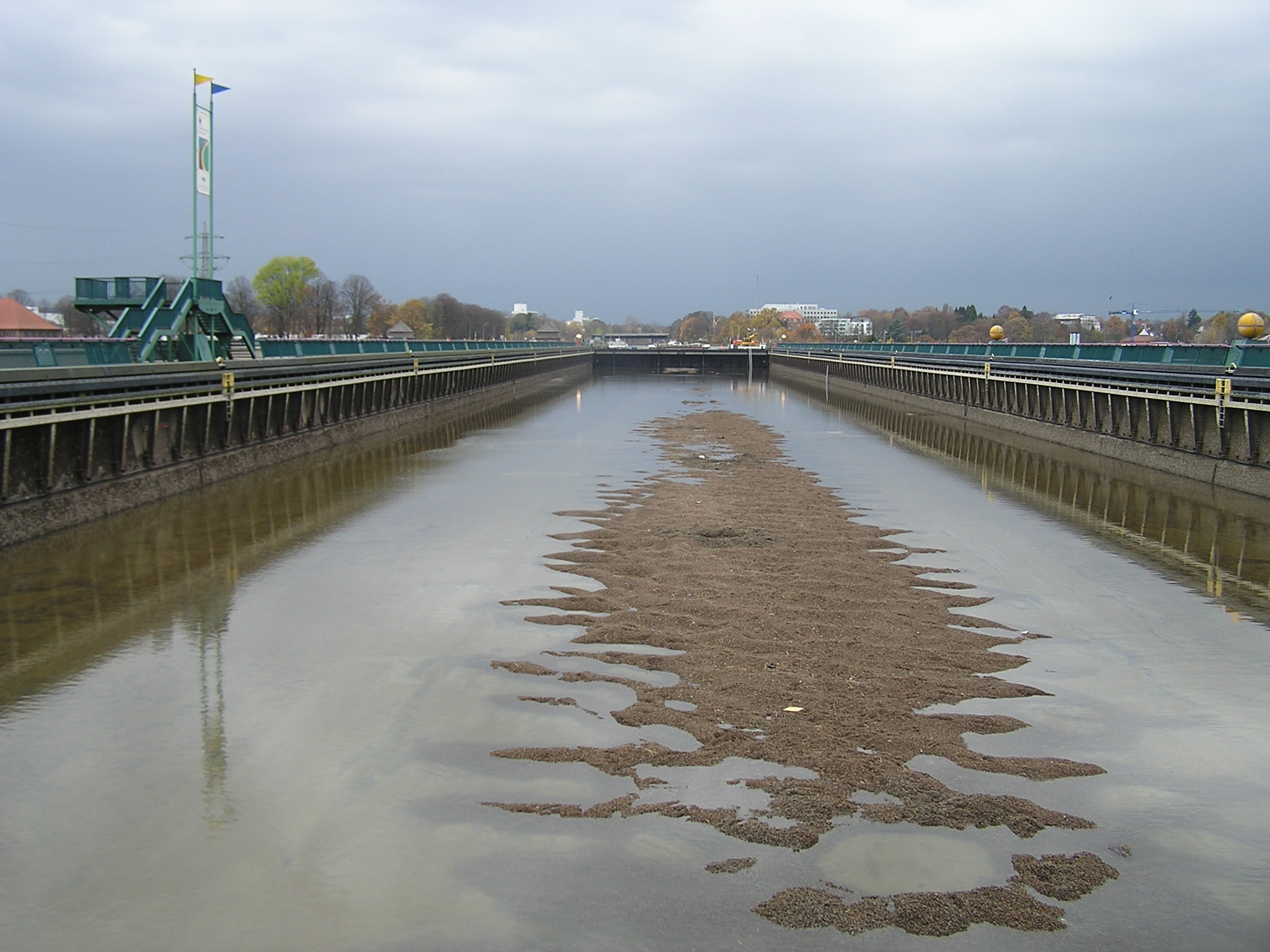
Zu Wartungsarbeiten geleerte Brücke.
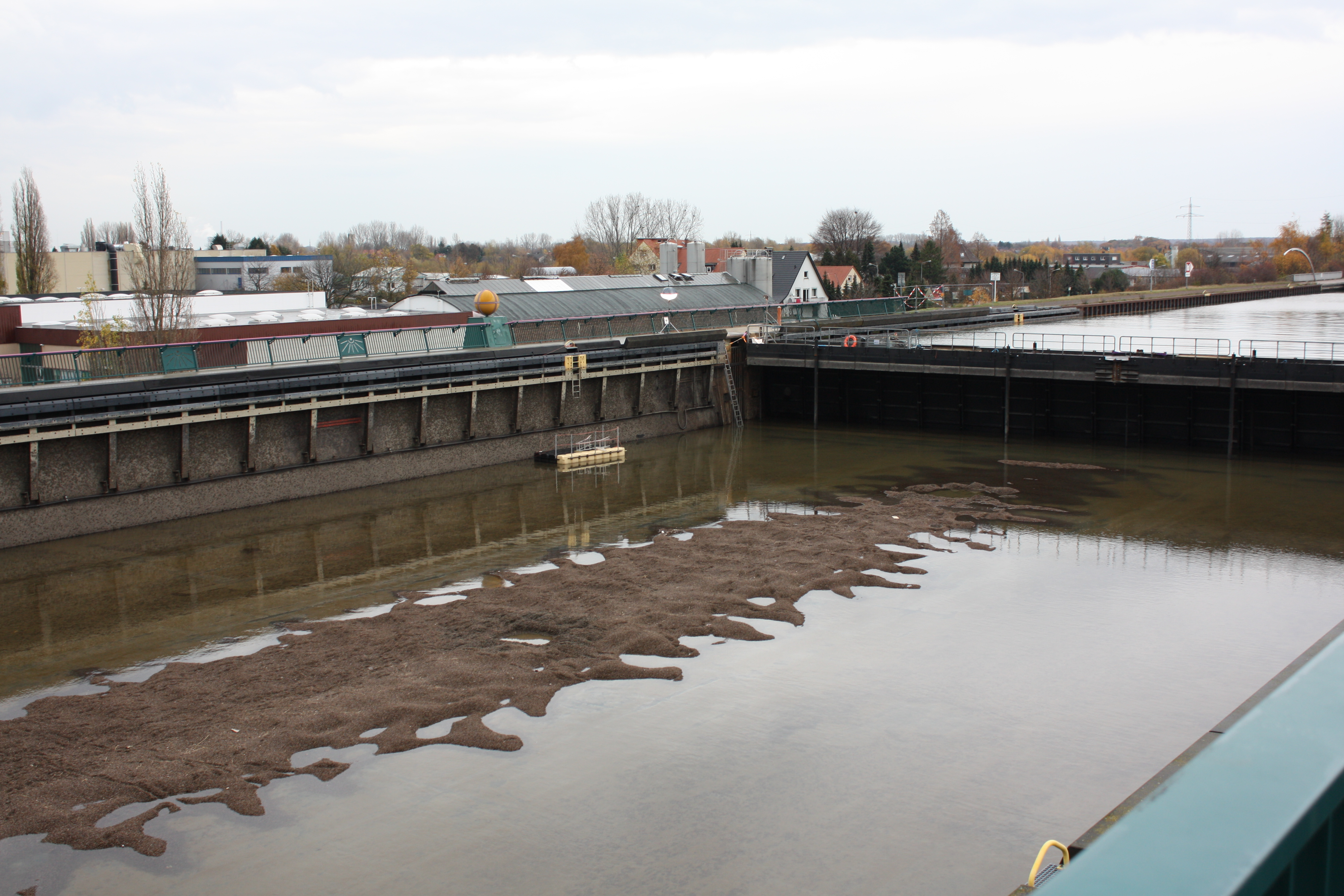
Verschluss des Trogs zwecks Wartungsarbeiten.
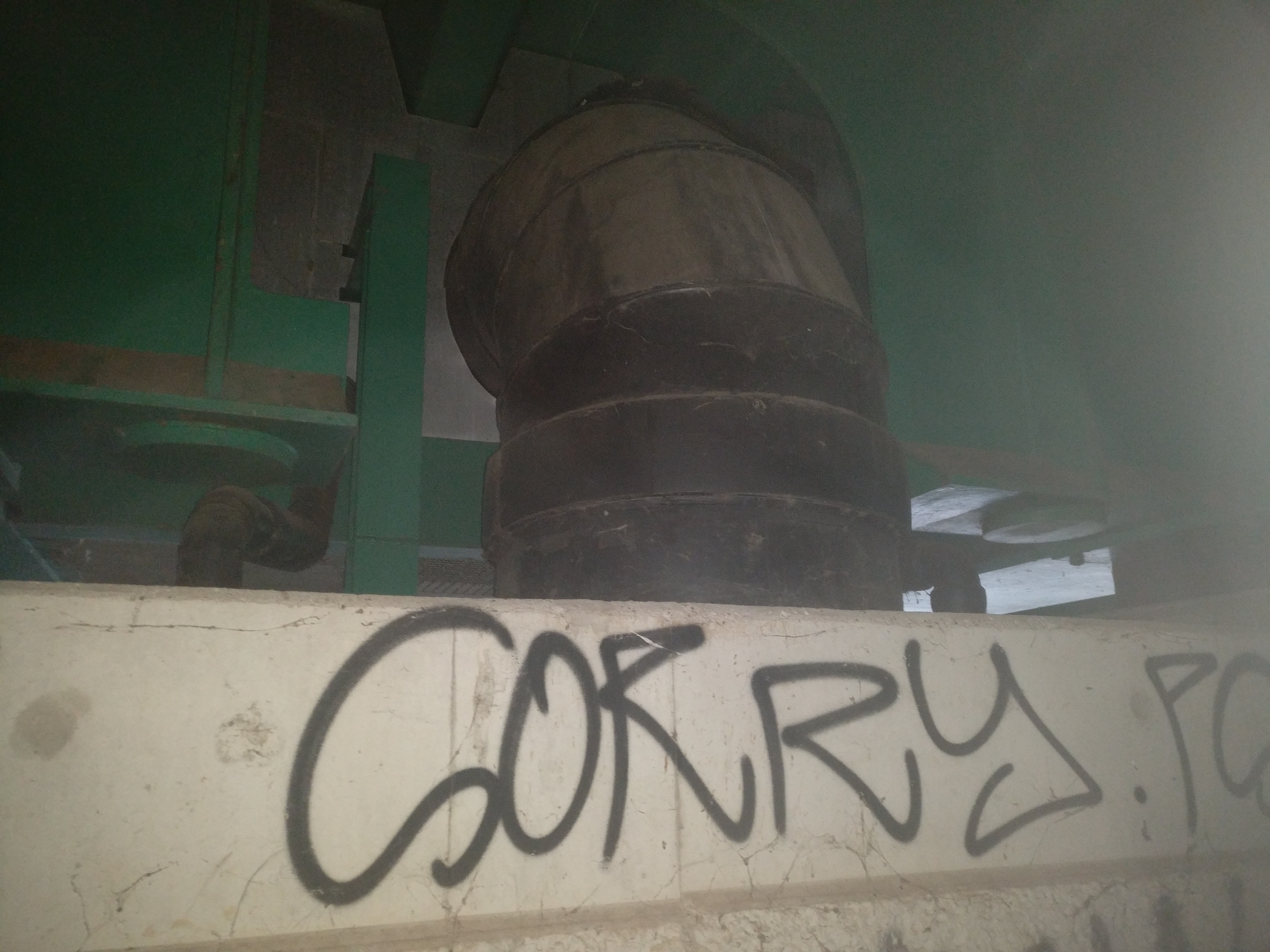
Abflussrohr zur Entleerung des Trogs.